# Cinnamomum caratingae
Cinnamomum caratingae är en lagerväxtart som beskrevs av I. de Vattimo-gil. Cinnamomum caratingae ingår i släktet Cinnamomum och familjen lagerväxter. Inga underarter finns listade i Catalogue of Life.